# Ямайка на летних Олимпийских играх 1948
Ямайка принимала участие в Летних Олимпийских играх 1948 года в Лондоне (Великобритания) в первый раз за свою историю, и завоевала две серебряные, одну золотую медали. Сборную страны представляли 4 женщины.

## Золото
- Лёгкая атлетика, мужчины, 400 метров — Артур Уинт.

## Серебро
- Лёгкая атлетика, мужчины, 800 метров — Артур Уинт.
- Лёгкая атлетика, мужчины, 400 метров — Херб Маккенли.